# Edykt tolerancyjny Galeriusza
Edykt tolerancyjny Galeriusza – akt prawny, ustanawiający tolerancję religijną dla chrześcijan na terenie Cesarstwa Rzymskiego. Wydany przez cesarza Galeriusza 30 kwietnia 311 roku.

## Treść edyktu
Wśród zarządzeń, które stale wydajemy dla dobra i pożytku państwa, były też następujące: pragnęliśmy uzdrowić całość organizmu zgodnie z istotą dawnych ustaw i ładu rzymskiego; zmierzaliśmy też do tego, by chrześcijanie, którzy porzucili religię swych przodków, powrócili do rozsądku. Z niewiadomego bowiem powodu owych chrześcijan ogarnął taki upór i takie zawładnęło nimi urojenie, że nie szli za ustawami ludzi starożytnych, lecz według swego uznania i zachcianki sami sobie czynili prawa i w różnych miejscach gromadzili wyznawców. Gdyśmy zaś objawili naszą wolę, by powrócili do wiary przodków, wielu z nich zostało pociągniętych do odpowiedzialności, wielu też poniosło karę, wszelako część największa trwała przy swoich przekonaniach. Doszło też do naszej wiadomości, że są tacy, którzy nie oddają czci bogom, ale też nie dochowują wierności swemu bogu. Spojrzeliśmy na te sprawy poprzez naszą niezmierzoną łagodność, zgodnie z naszym stałym obyczajem okazywania łaski wszystkim ludziom. Osądziliśmy więc, że należy również im objawić wyrozumiałość. Niechże znowu będą chrześcijanami i niech budują swoje miejsca zebrań, pod tym wszakże warunkiem, że niczego nie uczynią przeciw porządkowi. Innym listem wskażemy namiestnikom, jak mają postępować. Tak więc, zgodnie z obecnym naszym zezwoleniem chrześcijanie winni modlić się do swego boga, prosząc o dobro dla nas, dla państwa i dla nich samych, aby państwo trwało niewzruszone, oni zaś żyli bezpiecznie w swych siedzibach.

## Tło historyczne
Na mocy tego aktu prawnego chrześcijanie mogli całkowicie jawnie wyznawać swoją religię. Musieli zostać zwolnieni z więzień bądź kamieniołomów (jeśli trafili tam na fali restrykcji), a obiekty sakralne zagarnięte przez władzę cesarską miały do nich powrócić. 
Ów edykt był sygnowany przez ówczesnych czterech legalnych augustów: Galeriusza, Licyniusza, Maksymina Daję oraz Konstantyna Wielkiego, niemniej głównym architektem pierwszego edyktu tolerancyjnego w dziejach Cesarstwa Rzymskiego był cesarz Galeriusz (ten sam Galeriusz, który wcześniej zasłynął jako prowodyr prześladowań chrześcijan za cesarza Dioklecjana – Edykt Dioklecjana z 303). 
Jego stosunek do religii chrześcijańskiej zmienił się w obliczu choroby, której oznaki pojawiły się w roku 310. Był to najpewniej złośliwy nowotwór genitaliów, wywołujący ogromny ból. Euzebiusz z Cezarei podaje: Nagle otworzył mu się wrzód w pośrodku części wstydliwych, a potem wewnątrz ropna fistuła; jedno i drugie szerzyło nieuleczalne spustoszenie w głębi jego trzewi. W ranach tych roiło się nieprzeliczone mnóstwo robaków i rozchodził się z nich trupi zaduch. Zresztą cała bryła cielska już przed chorobą zmieniła się w potworną kupę tłuszczu, która wnet zaczęła się rozkładać, przedstawiając widok nieznośny dla każdego, kto musiał się zbliżać. (Historia kościelna księga VIII, 16).
Prawdopodobnie Galeriusz publikacją tego edyktu liczył na zjednanie sobie chrześcijańskiego Boga, a jeśli nie, to był to z pewnością akt skruchy wobec prześladowanych wcześniej chrześcijan. 
30 kwietnia roku 311 edykt tolerancyjny Galeriusza ukazał się na murach miast prowincji azjatyckich i bałkańskich. Szybko wykonano odpisy do innych krain. 

## Realizacja postanowień edyktu
O ile August Licyniusz i Konstantyn Wielki wcześniej prowadzili tolerancyjną politykę wobec chrześcijan w swoich dominiach, to ostatni z Augustów Maksymin Daja edykt Galeriusza przyjął dość niechętnie. Już po sześciu miesiącach od wydania edyktu, jesienią 311 roku, Maksymin powrócił do polityki prześladowań w prowincjach wschodnich. Ponownie zakazano zgromadzeń i budowy kościołow, śmierć ponieśli m.in. biskup Piotr Aleksandryjski oraz uczony Lucjan z Antiochii. Za ostateczny tryumf chrześcijaństwa uznaje się Edykt mediolański z lutego 313 roku, którego postanowienia, w czerwcu lub lipcu 313 roku, uznał także pokonany Maksymin Daja, na krótko przed swoją śmercią. Ostatnie prześladowania miały miejsce jeszcze za Licyniusza w latach 320-324, kiedy cesarz ten, przygotowując się do konfliktu z Konstantynem, zapoczątkował w swej części cesarstwa prześladowania w obawie przed przejściem oddziałów chrześcijańskich na stronę przeciwnika. Wynikiem tego była m.in. kaźń 40 legionistów-męczenników z Sebasty.